# 愛知県道270号常滑港線
愛知県道270号常滑港線（あいちけんどう270ごう とこなめこうせん）は、愛知県常滑市内を走る一般県道である。

## 概要

### 路線データ
- 起点：愛知県常滑市新開町（常滑港）
- 終点：愛知県常滑市栄町
- 全長：約350m

## 沿革
- 1972年9月16日：認定

## 通過する自治体
- 愛知県
  - 常滑市

## 接続する道路
- 愛知県道252号大府常滑線（栄町1丁目交差点）

## 沿線周辺
- 常滑競艇場
- 常滑市民文化会館
- 常滑保健センター
- 常滑市商工会館
- 常滑消防署
- 常滑警察署
- 常滑郵便局